# Barloworld (equip ciclista)

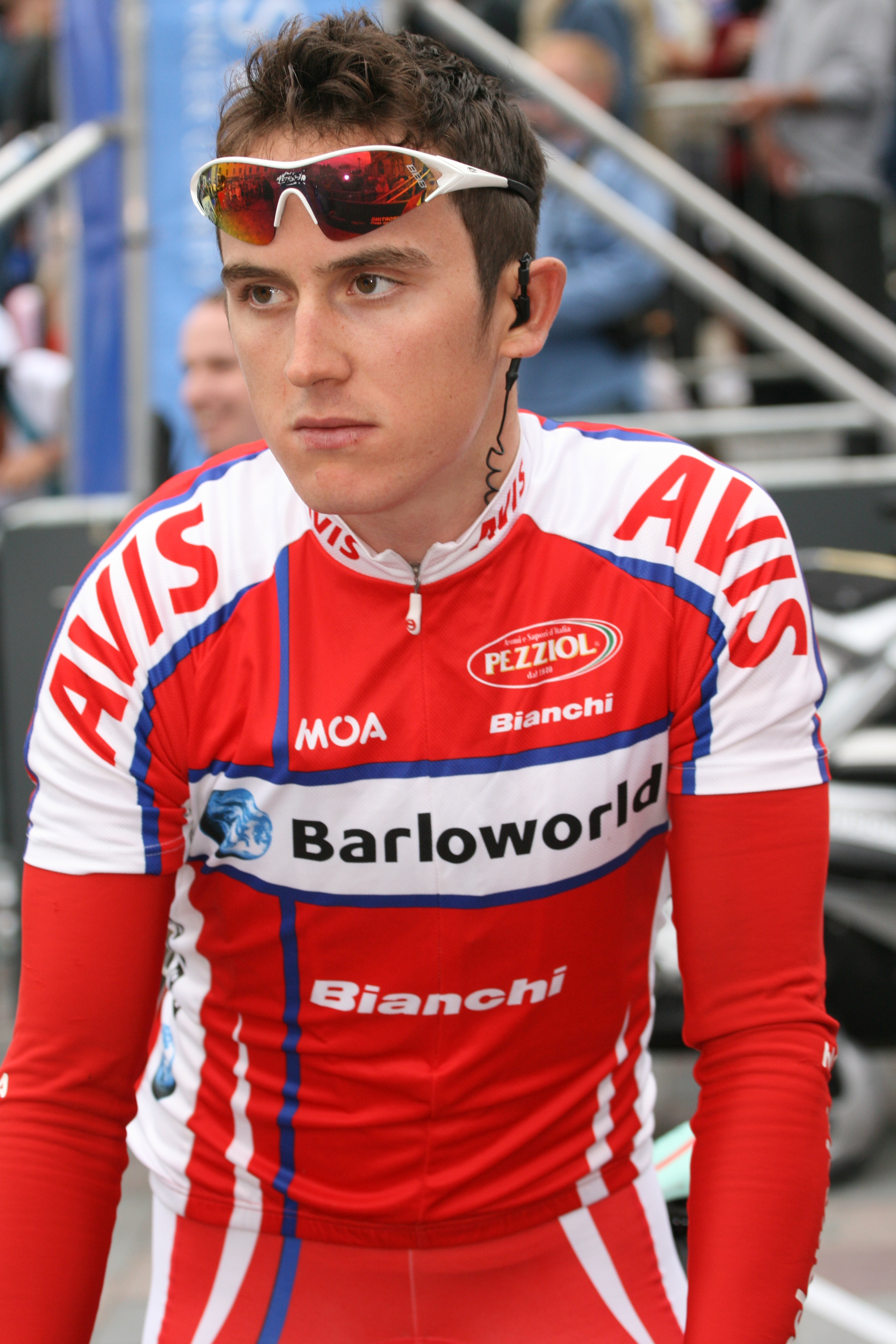
Geraint Thomas vestint el mallot del Barloworld el 2009

L'equip Barloworld (codi UCI: BAR) va ser un equip ciclista britànic, d'origen sud-africà, que va competir professionalment de 2003 a 2009.

## Principals victòries

### Clàssiques
- Volta a Portugal: Vladímir Iefimkin (2005)
- Tour de Valònia: Luca Celli (2005)
- Milà-Torí: Igor Astarloa (2006)
- Volta a Turquia: Daryl Impey (2009)

### Grans Voltes
- Tour de França
  - 2 participacions (2007, 2008)
  - 2 victòries d'etapa
    - 2 el 2007: Mauricio Soler, Robert Hunter

  - 0 victòries finals
  - 1 classificacions secundàries
    - Gran Premi de la muntanya: Mauricio Soler (2007)
- Giro d'Itàlia
  - 2 participacions (2008, 2009)
  - 0 victòries d'etapa
  - 0 victòries finals
  - 0 classificacions secundàries
- Volta a Espanya
  - 0 participacions

## Classificacions UCI

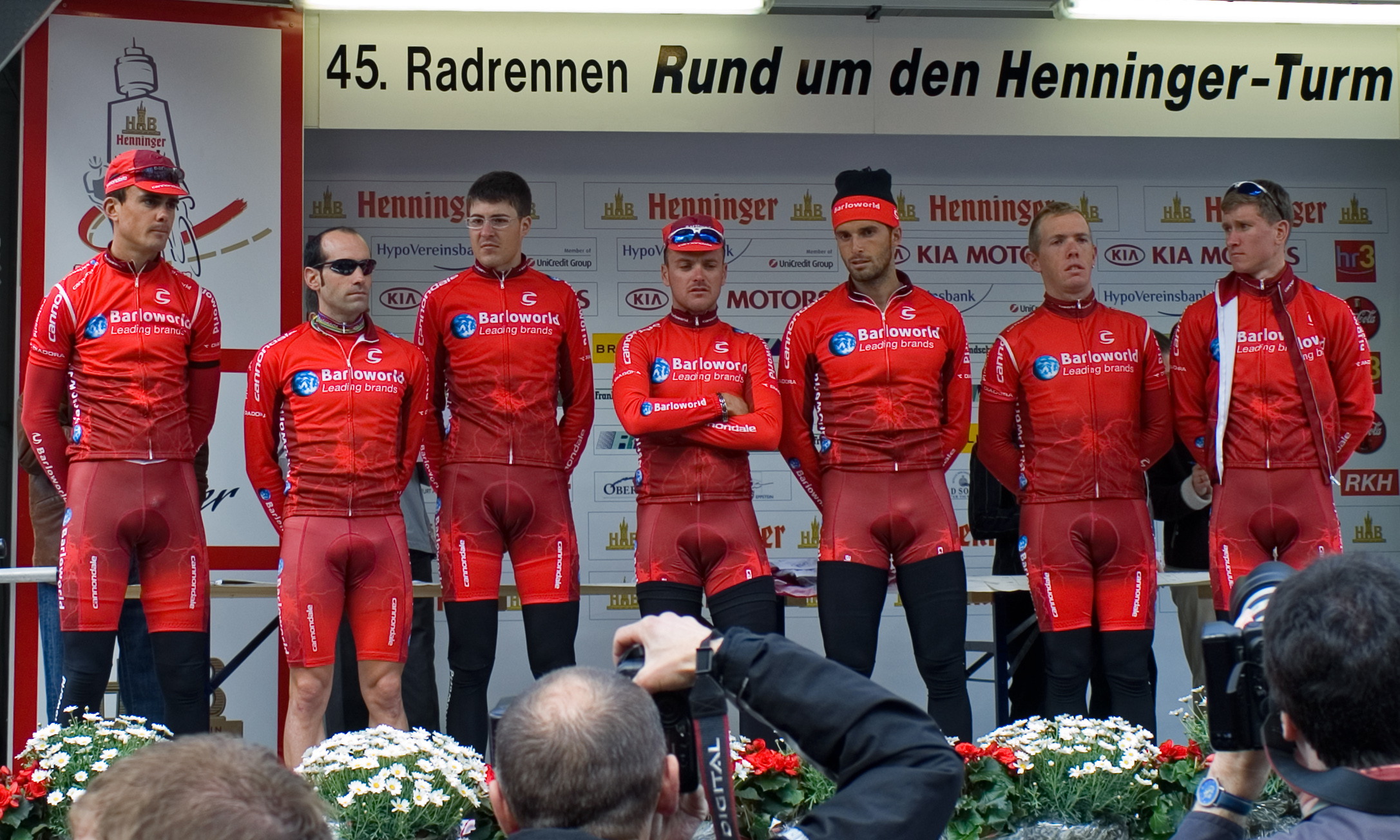
L'equip al 2006

Fins al 1998 els equips ciclistes es trobaven classificats dins l'UCI en una única categoria. El 1999 la classificació UCI per equips es dividí entre GSI, GSII i GSIII. D'acord amb aquesta classificació els Grups Esportius I són la primera categoria dels equips ciclistes professionals. La següent classificació estableix la posició de l'equip en finalitzar la temporada.
| Temporada | Classificació per equips | Millor ciclista en la classificació individual |
| --------- | ------------------------ | ---------------------------------------------- |
| 2003      | 5è (GSIII)               | David George (232è)                            |
| 2004      | 9è (GSII)                | Ryan Cox (229è)                                |

A partir del 2005 l'equip participa en les proves dels circuits continentals i principalment en les curses del calendari de l'UCI Europa Tour i UCI Àfrica Tour.
UCI Àfrica Tour
| Temporada | Classificació per equips | Millor ciclista en la classificació individual |
| --------- | ------------------------ | ---------------------------------------------- |
| 2005      | 1r                       | Tiaan Kannemeyer (1r)                          |
| 2006      | 4t                       | Ryan Cox (59è)                                 |
| 2007      | 1r                       | Alexandr Iefimkin (28è)                        |
| 2008      | 2n                       | Robert Hunter (3r)                             |
| 2009      | 1r                       | Daryl Impey (7è)                               |

UCI Àsia Tour
| Temporada | Classificació per equips | Millor ciclista en la classificació individual |
| --------- | ------------------------ | ---------------------------------------------- |
| 2005      | 3r                       | Ryan Cox (2n)                                  |

UCI Amèrica Tour
| Temporada | Classificació per equips | Millor ciclista en la classificació individual |
| --------- | ------------------------ | ---------------------------------------------- |
| 2006      | 17è                      | Mauro Facci (140è)                             |

UCI Europa Tour
| Temporada | Classificació per equips | Millor ciclista en la classificació individual |
| --------- | ------------------------ | ---------------------------------------------- |
| 2005      | 4t                       | Vladímir Iefimkin (8è)                         |
| 2006      | 8è                       | Félix Cárdenas (30è)                           |
| 2007      | 2n                       | Robert Hunter (10è)                            |
| 2008      | 2n                       | Enrico Gasparotto (1r)                         |
| 2009      | 23è                      | Daryl Impey (100è)                             |

UCI Oceania Tour
| Temporada | Classificació per equips | Millor ciclista en la classificació individual |
| --------- | ------------------------ | ---------------------------------------------- |
| 2007      | 17è                      | Paolo Longo Borghini (49è)                     |
| 2009      | 10è                      | Chris Froome (13è)                             |

El 2009 participa en el Calendari mundial UCI.
| Temporada | Classificació per equips | Millor ciclista en la classificació individual |
| --------- | ------------------------ | ---------------------------------------------- |
| 2009      | 30è                      | Robert Hunter (169è)                           |